# 부천 세계무형문화유산엑스포
2008 부천세계무형문화유산엑스포는 2008년 10월 10일부터 10월 30일까지 경기도 부천에 위치한 부천 영상문화단지와 상동호수공원에서 개최된 박람회이다. 부천시청이 주최하고, 부천세계무형문화유산엑스포 조직위원회가 주관하며, 행정안전부, 문화체육관광부, 문화재청, 경기도청, 경기도 부천교육청, 경기관광공사, 유네스코 한국위원회, 한국관광공사, 한국전통문화학교, 경기문화재단, 한국국제교류재단, 한국예술문화단체총연합회, 한국중요무형문화재기능보존협회, 한국언론재단, 부천국제판타스틱영화제조직위원회가 후원하였다.
2009년 신종 플루로 이 엑스포는 취소되었고 2010년 후기에 부천영상문화단지에서 진행되었으나 결국 폐지되었다.